# Adolf Vogel (Maler)
Adolf Anton Vogel (* 14. Mai 1895 in Ebern; † 12. September 1959 in Hannover) war ein deutscher Maler, Grafiker und Kunstpädagoge.

## Leben und Werk
Adolf Vogels Eltern waren der Regierungs-Obervermessungsrat (oder königlicher Obergeometer) Paul Vogel und seine Frau Anna Vogel, geborene Hösch. Der Großvater, der ebenfalls Adolf Vogel hieß, war Lithograf gewesen. Die Familie lebte in Ebern in einem Haus an der Ecke Kapellenstraße/Sutte, das heute noch steht. Bedingt durch den Beruf des Vaters als Mitarbeiter bei der Eisenbahn musste die Familie öfters umziehen. Von Ebern zog die Familie Vogel nach Bamberg, danach nach Würzburg und schließlich nach Wolfratshausen.
Adolf Vogel war ab 1914 an der Akademie der Bildenden Künste München immatrikuliert. Er studierte bei Ludwig von Herterich, Johann Becker-Gundahl und Peter Halm. Vogel wurde 1914 als einfacher Soldat zum Militärdienst eingezogen. Bis zum Ende des Ersten Weltkriegs war er Kriegsteilnehmer. Danach nahm er sein Studium wieder auf.

### München
Viele der Studierenden bei diesen Professoren finden sich heute in der Literatur zum expressiven Realismus wieder, beispielsweise Franz Sales Gebhardt-Westerbuchberg, Paul Kleinschmidt, Albert Schiestl-Arding und Eduard Aigner. Der Begriff expressiver Realismus entstand aber erst im Jahr 1987. Die stilistischen Zusammenhänge mit dieser Kunstrichtung in den Bildern von Adolf Vogel sind offensichtlich. Dagegen übernahm er nur wenige Elemente der konservativen Richtung der Malerei der Münchner Schule, die seine Lehrer ihm vermittelten. Nach seinem Studium, also ab dem Jahr 1921, war Vogel selbstständig als Maler tätig, in München und auf Reisen.

### Berlin
Ab ca. 1925 hielt er sich für zehn Jahre in Berlin auf. In dieser Zeit nahm Adolf Vogel an Kunstausstellungen teil, die allesamt fortschrittlich orientiert waren. So beteiligte er sich im Jahr 1934 an der „Juryfreien Kunstschau Berlin“ (J.K.B.), die von der sogenannten „Arbeitsgemeinschaft der Juryfreien“ unter Federführung des Malers Hermann Sandkuhl veranstaltet wurde. Vogel war befreundet mit dem Maler Karl Hofer, einem Vertreter des Expressionismus bzw. des expressiven Realismus.
Des Weiteren stellte Vogel zusammen mit drei weiteren Künstlern bei Wolfgang Gurlitt aus: Erich Wilke (Retrospektive), Helene von Bieler, Alexander Harder und Martin Kainz. In der Presse gab es darüber viel Resonanz, denn die Galerie Gurlitt war ein Begriff. Unter dem Titel „Neue Generation – andere Wege“ wurden von der Autorin Vicky von Brockhusen verschiedene Ausstellungen in Berlin besprochen, darunter diejenige bei Gurlitt. In dieser Schau wurde des verstorbenen Malers Erich Wilke in zwei Räumen gedacht, in den anderen Räumen wurden mit Vogel drei Malerinnen gezeigt. Sein Werk wurde dabei von der Autorin am ausführlichsten geschildert: „Als tiefster Eindruck sind die Bilder von Adolf Vogel zu buchen, der sich erstmals mit Gemälde, Zeichnung und Aquarell zeigt. (…) Wie leicht sich aus farbiger Verhaltenheit ein Reichtum an Farbe entwickelt, beweisen Vogels Landschaften. Und doch sehen wir in ihm vornehmlich den Figurenmaler, der zu Aufträgen für öffentliche Wandbilder berufen wäre.“ Insgesamt fällt auf, dass Adolf Vogel in der Berichterstattung über die diversen Ausstellungen immer wieder als besonderes Talent geschildert wird.

### Marquartstein
Im Jahr 1939 war Vogel auf verschiedenen Reisen unterwegs, es existieren Aquarelle mit Motiven aus Südfrankreich und Italien. In dieser Zeit hat er wohl seine künftige zweite Frau, die Fotografin Marlo Mieritz, kennengelernt. Offenbar lebte er dann einige Zeit in Wagrain im Pongau, Österreich. Seit dem Jahr 1941 war Adolf Vogel in Marquartstein gemeldet, wohnhaft im Prügelweg Nr. 19, der heutigen Burgstraße 19, unmittelbar unterhalb der historischen Burganlage. 1943 heiratete das Paar. Viele Motive in Vogels Bildern stammen aus der Landschaft der Umgebung von Marquartstein.
Adolf Vogel nahm an der ersten Chiemgauer Kunstausstellung teil, über die es zeitgenössische Schilderungen gibt. Es war ein Meilenstein, so kurz nach dem Ende des Zweiten Weltkriegs, in einer extremen Situation. Hier waren auch wieder Künstler vertreten, die unter den Nationalsozialisten verfolgt wurden und erstmals wieder Bilder zeigen konnten, wie Karl Caspar, der immer wieder Vogels Weg kreuzte. Nach dem Krieg nahm Vogel an weiteren Ausstellungen teil, so z. B. im September 1945 an der Gruppenausstellung „Deutsche Kunst der Gegenwart“ im Bayerischen Nationalmuseum in München, an der zweiten Freien Kunstausstellung im Jahr 1946 in Prien am Chiemsee, in der Residenz Bamberg bei einer Schau mit dem Titel „Deutsche Kunst der Gegenwart“ sowie mit dem Kulturkreis Chiemgau im Kunstverein Ludwigshafen. Vom 20. März bis 1. Mai 1949 hatte Vogel eine Einzelausstellung im Märkischen Museum in Witten, die den Höhepunkt seines Künstlerlebens darstellte.

### Hannover
Die Partnerschaft mit Marlo Mieritz ging in die Brüche. Im Jahr 1949 zog Adolf Vogel aus Marquartstein weg nach Hannover in die Köbelinger Straße 1. Er lebte bis zu seinem Tod in der Stadt. Dort heiratete er im Jahr 1949 Waltraut Vogel, geborene Rüffer, eine seiner Schülerinnen an der Werkkunstschule Hannover, an der er lehrte. Erich Grün, Herbert Aulich, Werner Brenneisen und Jürgen Krengel waren ebenfalls seine Schüler.